# LISCR FC
Liberian International Shipping & Corporate Registry Football Club w skrócie LISCR FC – liberyjski klub piłkarski grający w pierwszej lidze liberyjskiej, mający siedzibę w mieście Monrovia.

## Sukcesy
- I liga[1]:
  - mistrzostwo (4): 2011, 2012, 2017, 2023.

- Puchar Liberii[2]:
  - zwycięstwo (5):  2004, 2005, 2017, 2019, 2022.
  - finał (2): 2007, 2018.

- Superpuchar Liberii[3]:
  - zwycięstwo (4):  2004, 2011, 2012, 2018.

## Występy w afrykańskich pucharach
| Sezon     | Rozgrywki           | Runda   | Kraj                     | Klub               | Dom | Wyjazd | Dwumecz |
| --------- | ------------------- | ------- | ------------------------ | ------------------ | --- | ------ | ------- |
| 2003      | Puchar CAF          | 1       | Nigeria                  | Enugu Rangers      | –   | –      | –       |
| 2012      | Liga Mistrzów       | wstępna | Ghana                    | Berekum Chelsea FC | 0–2 | 0–3    | 0–5     |
| 2013      | Liga Mistrzów       | wstępna | Kamerun                  | Union Duala        | 0–1 | 1–2    | 1–3     |
| 2018      | Liga Mistrzów       | wstępna | Sudan                    | Al-Hilal Omdurman  | 1–0 | 0–3    | 0–3     |
| 2018/2019 | Puchar Konfederacji | wstępna | Algieria                 | USM Bel Abbès      | 1–0 | 0–4    | 1–4     |
| 2019/2020 | Puchar Konfederacji | wstępna | Togo                     | Maranatha FC       | 0–0 | 0–3    | 0–3     |
| 2022/2023 | Liga Mistrzów       | 1       | Wybrzeże Kości Słoniowej | SC Gagnoa          | 0–0 | 1–3    | 1–3     |

## Stadion
Domowe mecze klub rozgrywa na stadionie o nazwie Antoinette Tubman Stadium w Monrovii, który może pomieścić 15000 widzów.